# Guido Holzknecht

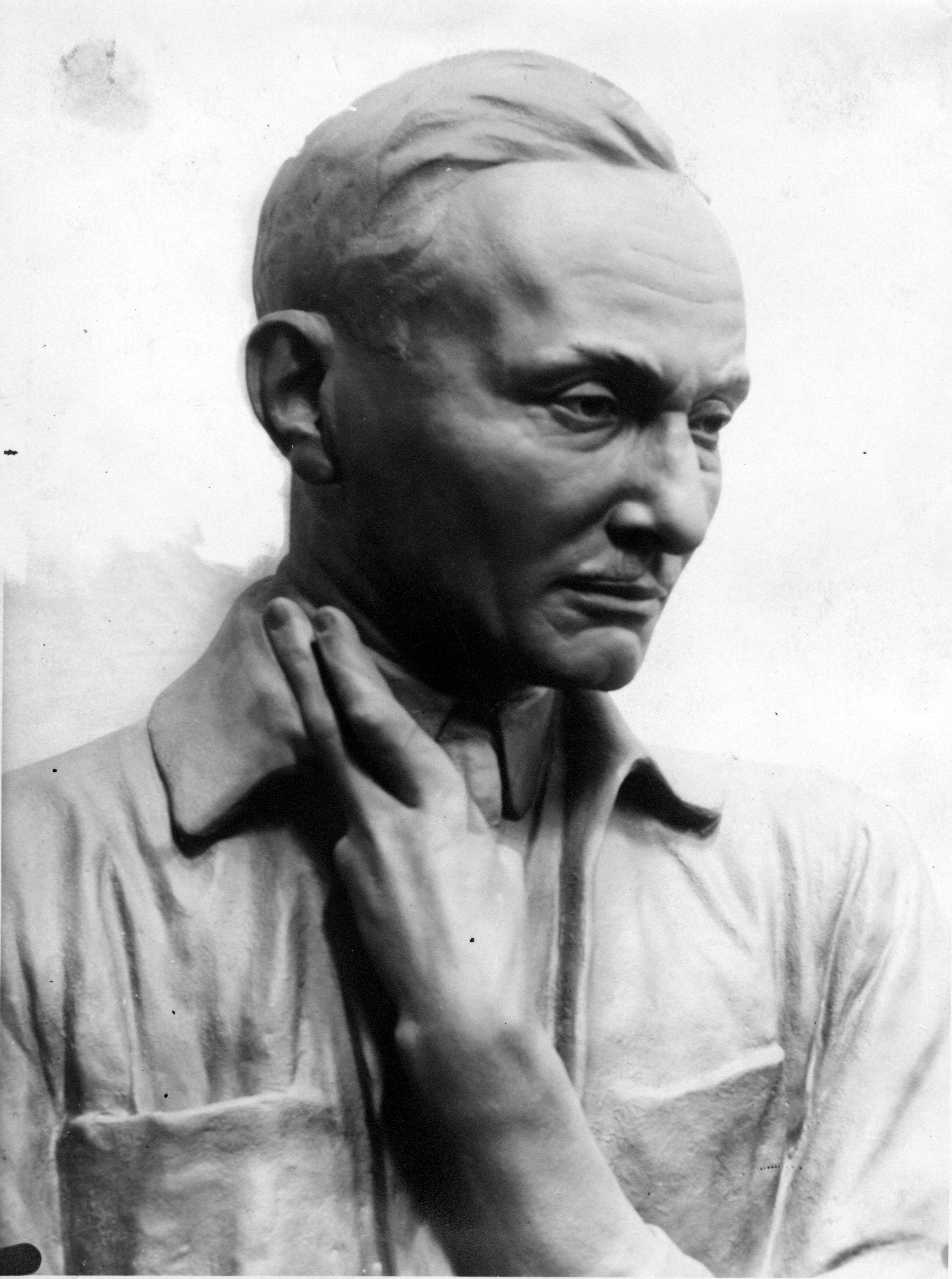
Skulptur von Joseph Josephu, 1932

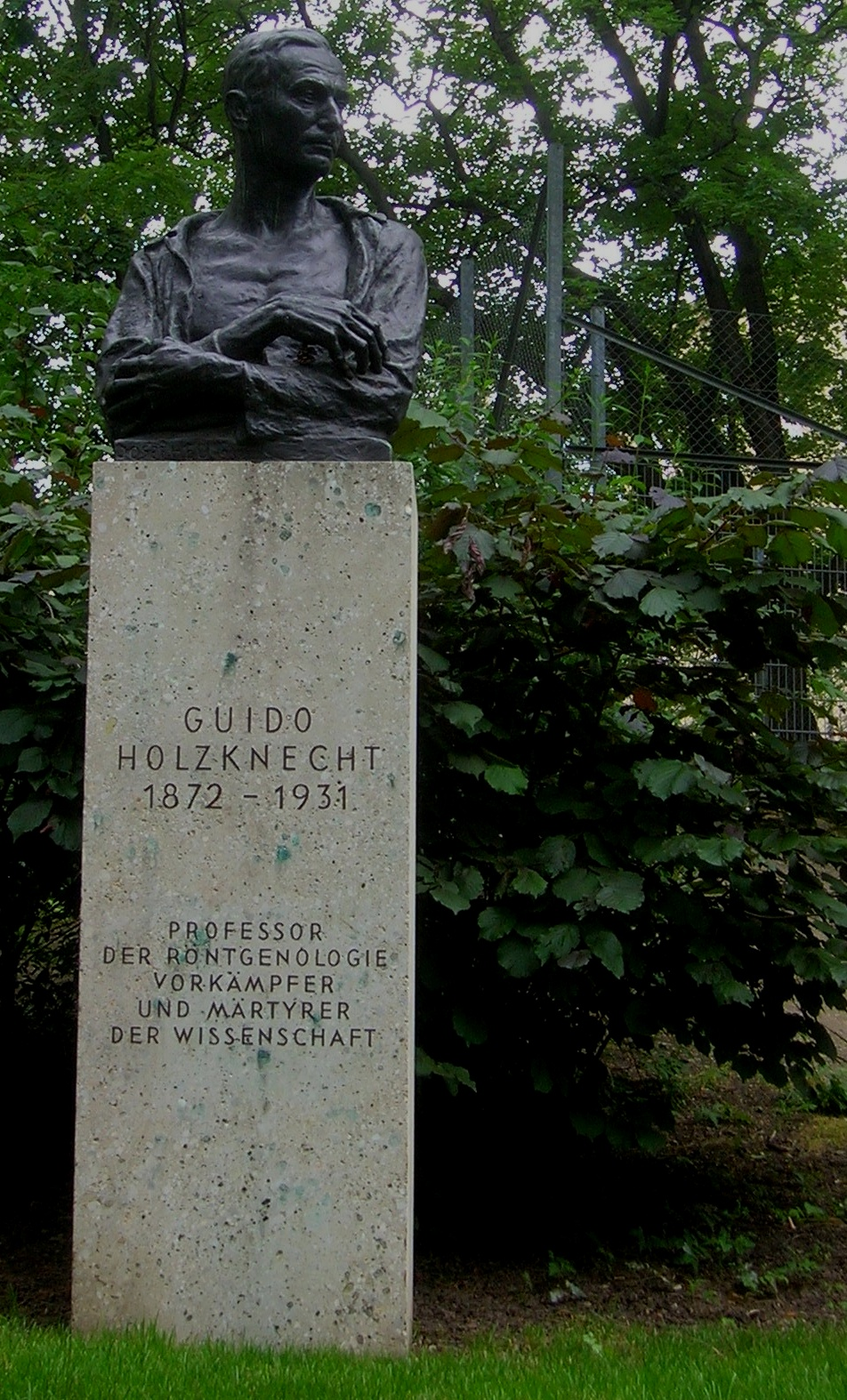
Skulptur von Joseph Josephu, restauriert von Joseph Heu, Zustand 2008

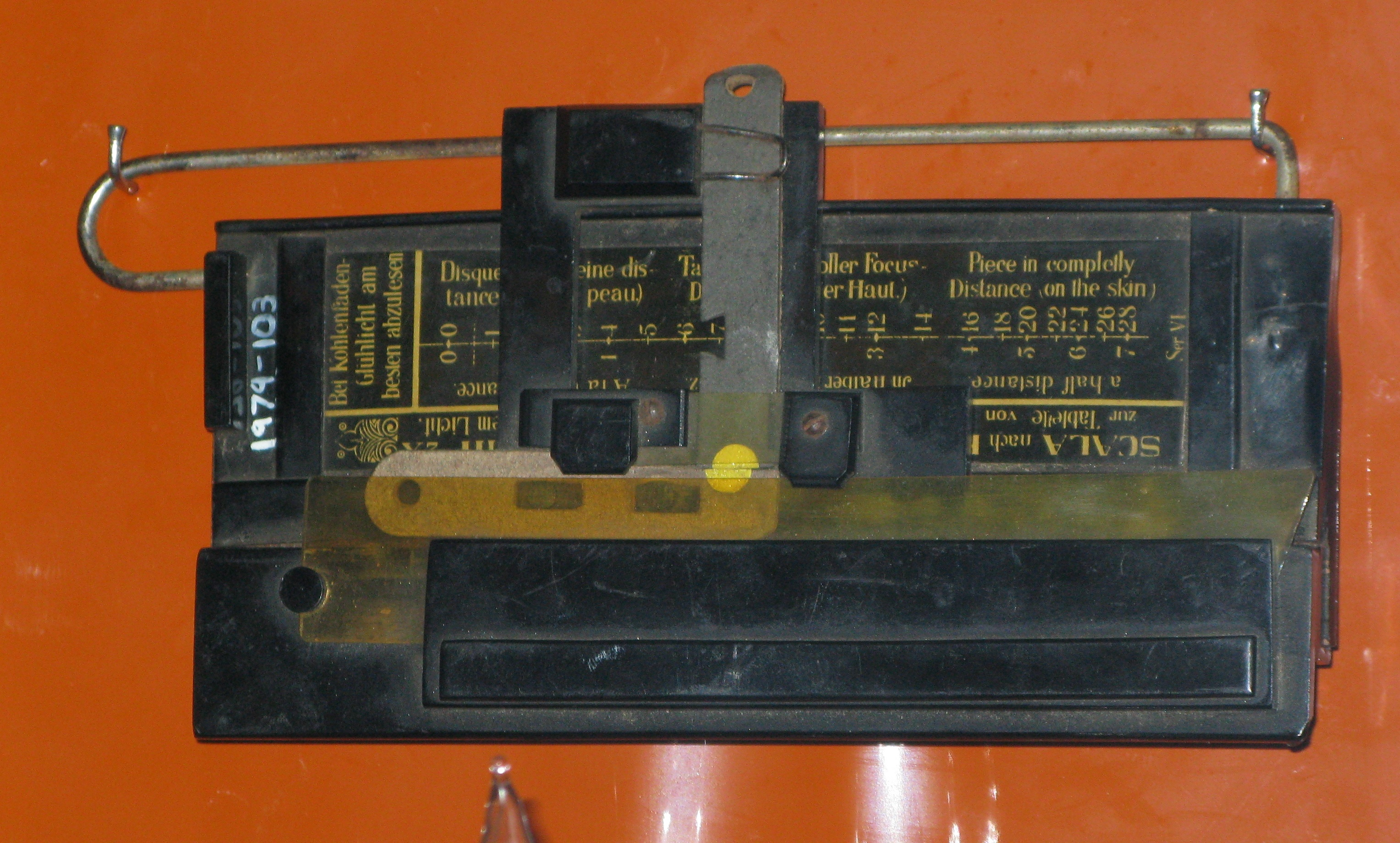
Chromoradiometer von Holzknecht

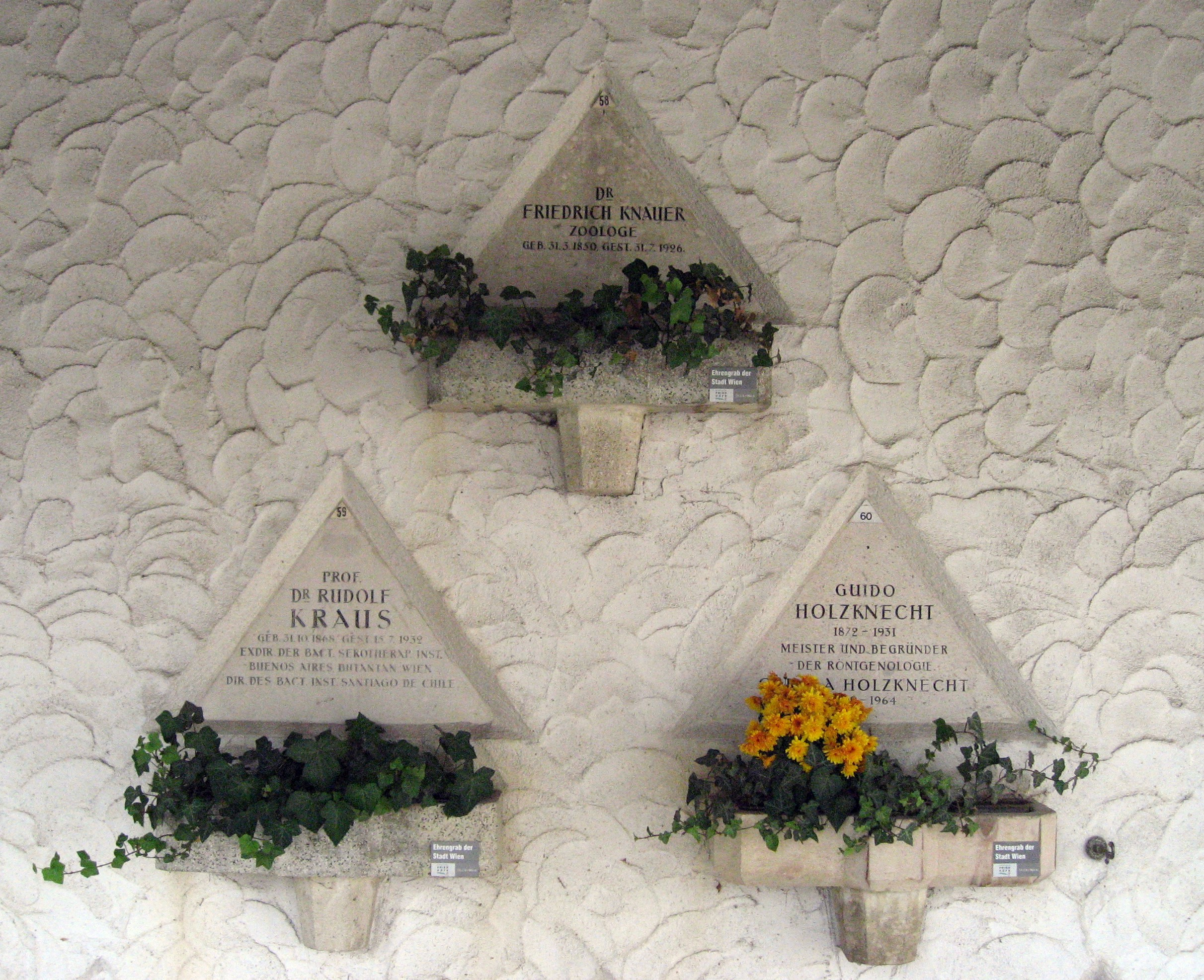
Urnennischen von Guido Holzknecht, Rudolf Kraus und Friedrich Knauer

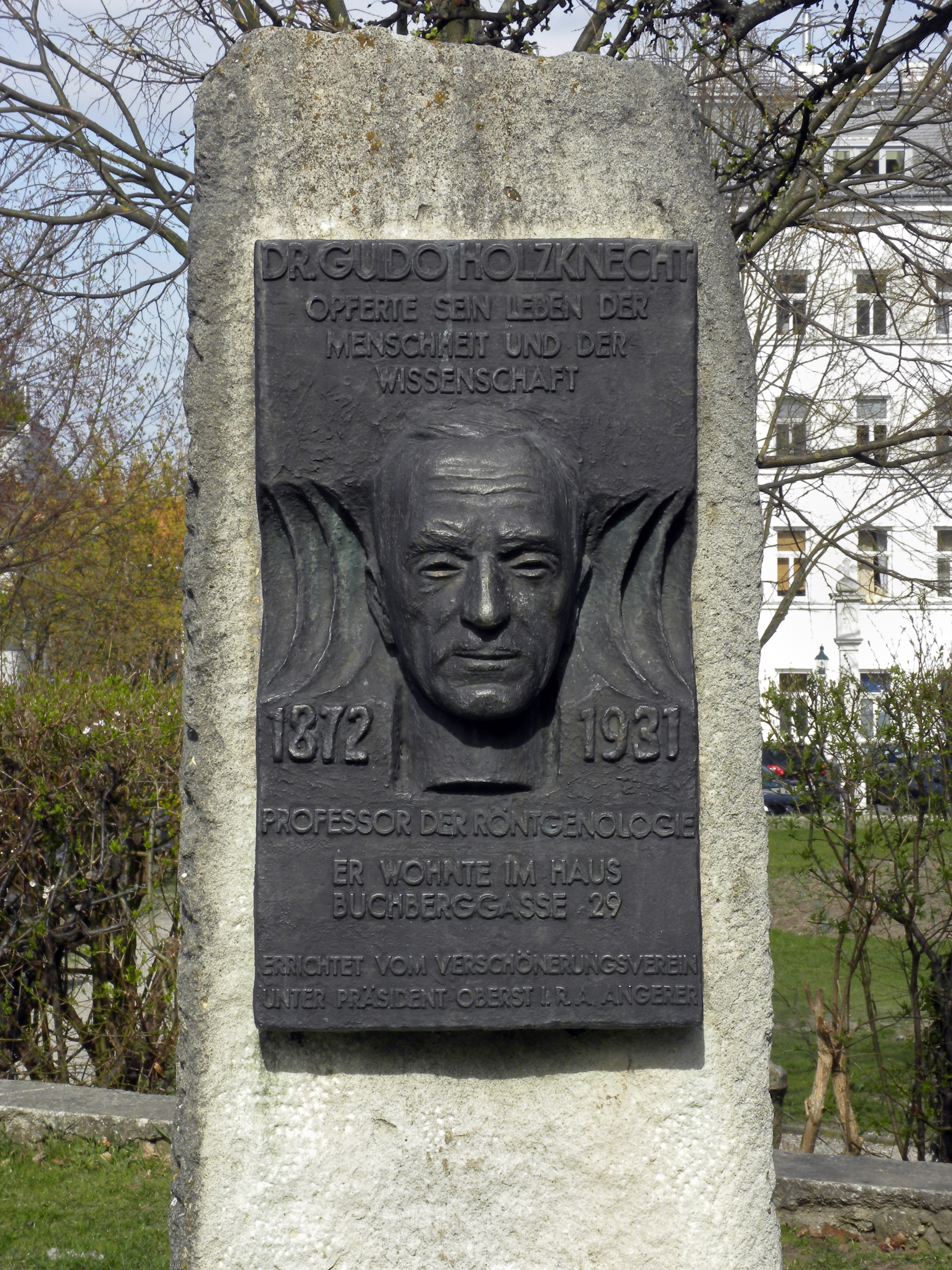
Denkmal in Klosterneuburg

Guido Ludwig Holzknecht (* 3. Dezember 1872 in Wien, Österreich-Ungarn; † 30. Oktober 1931 ebenda) war ein österreichischer Arzt und Röntgenologe, Professor an der Universität Wien und Pionier der Radiologie.

## Leben und Werk
Guido Holzknecht war der Sohn einer Wiener Beamtenfamilie. Er besuchte das Gymnasium des Benediktinerstifts in Seitenstetten in Niederösterreich. Anschließend studierte Holzknecht von 1893 bis 1899 Medizin in Wien, Straßburg und Königsberg. Als Student erlebte er die Entdeckung der Röntgenstrahlen mit, da einer seiner Lehrer in enger Verbindung zu Conrad Röntgen (1845–1923) stand. Holzknecht wurde zunächst Hilfsarzt an der Ersten Medizinischen Universitäts-Klinik im Allgemeinen Krankenhaus der Stadt Wien bei Hermann Nothnagel, wo er sich vor allem mit der Röntgenologie befasste. Um das Interesse seines Assistenten Holzknecht an der jungen Röntgentechnik zu unterstützen, ließ Hermann Nothnagel eigens ein freigewordenes Gerät an seiner Klinik aufstellen. Bald entstand eine eigene Röntgenstation unter der Leitung von Guido Holzknecht.
Als epochal bezeichnet wird sein Lehrbuch Röntgenologische Diagnostik der Erkrankung der Brusteingeweide (1901) sowie Röntgendiagnostik des Magenkrebses (1905).
Er schrieb über einen „Röntgenlichtmeßapparat“, Themen zur Strahlentherapie und ein Handbuch der allgemeinen und speziellen Röntgenkunde, es erschienen über 250 Publikationen. Nach ihm sind der Holzknecht-Raum und der Holzknecht-Löffel (ein einfaches Instrument zur Kompression des Abdomens) benannt.
Holzknecht war mit Robert Kienböck Begründer der Wiener Röntgengesellschaft sowie Vorstandsmitglied und Kongresspräsident der Deutschen Röntgengesellschaft. Das Institut Holzknecht, die von ihm gegründete Röntgenschwesternschule und die Röntgentechnische Versuchsanstalt sind Bestandteil des Allgemeinen Krankenhauses Wien geblieben.
Die schädigende Wirkung der Röntgenstrahlen wurde den damaligen Pionieren erst langsam bewusst. Guido Holzknecht und Robert Kienböck erkannten jedoch um 1901, dass die Schädigung der Haut von der verabreichten Strahlendosis abhängt. Infolge dieser Erkenntnis konstruierte Holzknecht erstmals ein Gerät, das die Menge der abgegebenen Strahlung annähernd bestimmen konnte: das Chromoradiometer. Mit diesem einfachen, jedoch nicht sehr verlässlichen Gerät, das er 1902 vorstellte, konnten die Strahlenschäden an seiner Abteilung um fast 90 Prozent reduziert werden.
Holzknecht wurde dennoch Opfer seines Berufes. Wie viele andere Persönlichkeiten der ersten Röntgenära starb er an den Folgen eines Strahlenschadens. Die zuerst an seinen Händen auftretende Radiodermatitis führte 1910 zur Amputation eines Fingers, zahlreiche Operationen an Händen und Armen folgten. Diese Behandlungen nahm er mit stoischem Gleichmut hin. Eigens angefertigte Armprothesen ermöglichten ihm weitere Entwicklungsarbeiten. Nach jahrzehntelangem Leiden und vierundsechzig verstümmelnden Operationen starb Holzknecht am 31. Oktober 1931 an Röntgenkrebs.
Guido Holzknecht arbeitete während des Ersten Weltkriegs in der Militärmedizin und war besonders auf die Auffindung und Lokalisation von Fremdkörpern und Projektilen spezialisiert.
In Anerkennung seiner großen Leistungen wurde im Arne-Karlsson-Park in Wien am 6. November 1932 ein Holzknecht-Denkmal enthüllt. Ebenfalls 1932 wurde die Holzknechtstraße in Wien-Favoriten nach ihm benannt. Das Holzknecht-Tor auf dem Campus der Universität Wien trägt seit 1998 seinen Namen.
Sein ehrenhalber gewidmetes Grab (Abteilung ALI, Nummer 60) befindet sich im Urnenhain der Feuerhalle Simmering.

## Tätigkeit in der Wiener Psychoanalytischen Vereinigung (WPV)
Guido Holzknecht bewarb sich am 5. Oktober 1910 um die Aufnahme in die Wiener Psychoanalytische Vereinigung (zuvor Psychoanalytische Mittwoch Gesellschaft) und wurde eine Woche später als Mitglied anerkannt. Er war ein früher Patient von Sigmund Freud. Als Freud später an Krebs erkrankte, übernahm Guido Holzknecht als führender Radiologe Wiens 1932 zwei Röntgenbestrahlungen.  Holzknecht trat 1922 fördernd für die Gründung des Ambulatoriums der Vereinigung ein. Er war eng befreundet mit dem weiteren Mitglied der WPV, Paul Federn, der ihn bis zu seinem Tod am 31. Oktober 1931 ärztlich betreute. Sigmund Freud und Max Schur besuchten Guido Holzknecht an seinem Sterbebett.

## Auszeichnungen
- Offiziersehrenzeichen mit der Kriegsdekoration für Verdienste um das Rote Kreuz

## Schriften
- Die röntgenologische Diagnostik der Erkrankung der Brusteingeweide (1901)
- Die Radiologie als selbständiger Zweig der Wissenschaften (1904)
- Röntgendiagnostik des Magenkrebses (1905)
- Methode zur Messung der Röntgenstrahlen, Vermeiden von Schädigungen (1906)[5]
- Röntgenologie, 2 Bände (1918/24)
- Röntgentherapie (1924)
- Einstellung zur Röntgenologie (1927)
- Handbuch der theoretischen und klinischen Röntgenkunde, 2 Bände (1929)